# Transport Tycoon
Transport Tycoon est un jeu vidéo de simulation créé par Chris Sawyer et édité par Microprose en 1994.
Le jeu propose de prendre la direction d'une société de transport devant concurrencer les sociétés rivales pour faire autant de bénéfices que possible, en livrant diverses marchandises par transports ferroviaire, routier, maritime et aérien.
Une mise à jour, Transport Tycoon Deluxe, est sortie en 1995, puis TTDPatch, développé indépendamment, est paru à partir de  1999, qui ont encore amélioré le jeu. Depuis, une autre version est apparue : OpenTTD pour Open Transport Tycoon Deluxe, une version open source reprenant les meilleures fonctions de TTD et en y ajoutant constamment des nouveautés.
Transport Tycoon est considéré comme l'une des meilleures simulations du genre en termes de gameplay.

## Histoire du développement

### Le développement officiel
Transport Tycoon utilise une vue en 3D isométrique et des graphismes 8 bits (256 couleurs). Cependant, même s'il est limité par ses graphismes, le jeu se rattrape par la profondeur de son gameplay.
Transport Tycoon a été développé entièrement en assembleur x86 (langage machine), son code compilé est assez similaire à son code source, ce qui explique la « facilité » qu'auront les développeurs de TTDPatch à modifier le jeu.
Transport Tycoon Deluxe (souvent abrégé TTD ou TTDX) est sorti un an après le jeu original. La version Deluxe, tient son nom du fait que ce soit une version augmentée et améliorée du jeu original (on parlerait aujourd'hui de mise à jour). Une extension contenant un éditeur de monde (World Editor) avait également été développée, mais elle a été éclipsée par la version Deluxe sortie peu de temps après.
Après le succès de Transport Tycoon Deluxe, Chris Sawyer tourna son attention vers une suite, mais changea d'avis pendant le développement et finit par produire RollerCoaster Tycoon. Après RollerCoaster Tycoon 2, le travail sur une troisième version a été laissé à une autre équipe de développement, Sawyer travaillant sur la suite de Transport Tycoon, Chris Sawyer's Locomotion.
En 1998, Hasbro rachète MicroProse, ainsi que les droits sur Transport Tycoon. Puis en 2000, Infogrames rachète Hasbro et donc aussi les droits sur Transport Tycoon.
Locomotion est sorti en septembre 2004 et n'a pas eu l'impact prévu. Bien qu'il ait été présenté par Sawyer comme « le successeur spirituel de Transport Tycoon », ses graphismes et son gameplay ont très peu évolué, et pas toujours dans le bon sens selon certains[Qui ?].
Une version pour iPhone circule maintenant sur la toile.

### La communauté de fans

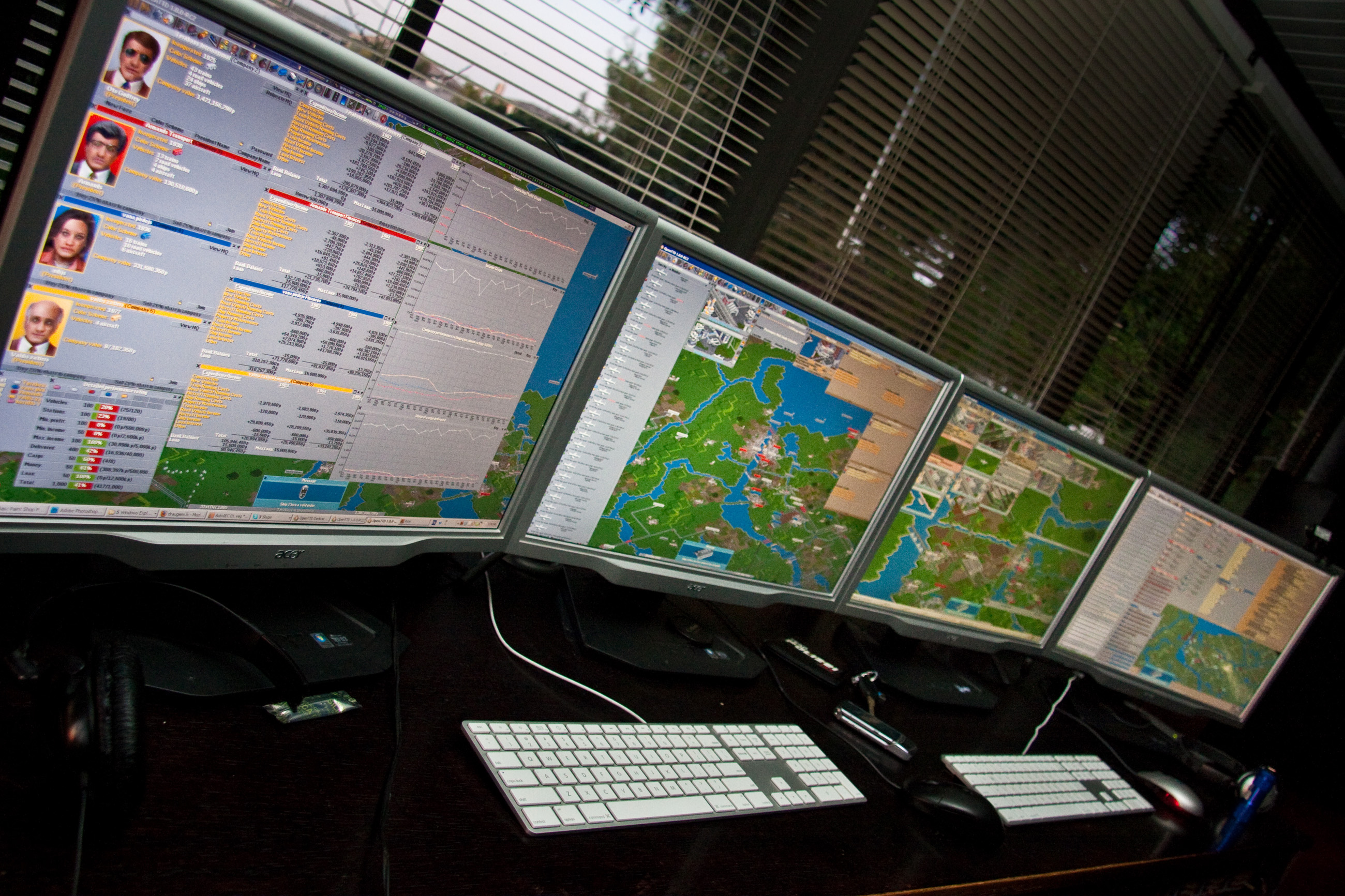

Entre-temps, une communauté de fans s'est formée autour de Transport Tycoon Deluxe, et même si le jeu était « mort » commercialement depuis un moment il continuait à être développé par les joueurs, qui estimaient que même avec Transport Tycoon Deluxe le jeu avait encore la possibilité d'être amélioré. Certains expliquent aussi également que ces versions modifiées plaisent plus aux joueurs que sa suite officielle, c’est donc en partie pourquoi Locomotion n'a pas bien marché.
L'évolution la plus connue, TTDPatch, a été commencée par Josef Drexler en 1999 pour corriger quelques problèmes du jeu, mais aussi pour fournir de nouvelles fonctionnalités. Il a permis notamment de faire fonctionner le jeu sur les systèmes d'exploitation Windows 2000 et XP, et d'allonger la durée de vie du jeu grâce au déchiffrage des fichiers de ressources utilisés par Transport Tycoon. Il n'a toutefois pu fournir un mode multijoueur satisfaisant.
Au fil du temps, TTDPatch a attiré de plus en plus de développeurs, une équipe s'est alors formée autour du projet, pour proposer, réaliser et tester de nouvelles modifications. TTDPatch est maintenant développé par une équipe contenant des programmeurs, des artistes... Une grande partie de l'activité de développement a lieu sur TT-Forum. Les différentes distributions sont publiées sur le site officiel TTDPatch, avec notamment de nouveaux fichiers graphiques et les outils de développement utilisés.
Entre 2002 et 2004 une réécriture par rétro-ingénierie du jeu en C++, OpenTTD, a été réalisée par Ludvig Striegus. Il reprend une bonne partie des fonctionnalités de TTDPatch mais est devenu un développement du jeu à part entière. En 2005, le jeu utilise encore les ressources graphiques du jeu d'origine Transport Tycoon, mais cette dépendance devrait être supprimée en changeant de format graphique, et par la même occasion en les remplaçant. Le support réseau a été complètement implémenté, n'ayant plus de contrainte de développement induite par l'architecture de TT comme le subit TTDPatch. L'utilisation d'Internet pour une partie multijoueur est maintenant possible.

### Aujourd'hui
Pour beaucoup de fans, Transport Tycoon représente encore le must du genre, bien que de nombreux jeux similaires aient été publiés au cours des années. Le gameplay est assez bon (voire est un modèle quand on le compare à d'autres jeux du genre), et les graphismes bien qu'anciens restent assez adaptés à ce type de jeu.
Le jeu Transport Tycoon Deluxe est introuvable dans le commerce, ou peut être dans de très rares endroits. Une version compatible avec un système informatique moderne est rare (bien que le jeu fonctionne correctement avec un émulateur DOS). Dès lors, les gens doivent le télécharger à partir de sites spécialisés dans le logiciel abandonné, pour pouvoir faire fonctionner TTDPatch (sous windows); OpenTTD pouvant désormais fonctionner sans celui-ci. En 2012, le jeu est disponible sous Windows7 32 et 64bits, ainsi que Windows8 64bits sur le site d'OpenTTD. La résolution du jeu en 1366x768 est parfaitement supportée sur les PC portables de 15" de dernière génération.

## Système de jeu
Pour commencer à construire un empire du transport, le joueur doit construire des itinéraires de transport, se composant de stations près des industries ou des villes, et dans le cas des véhicules terrestres tels que le train, et les camions, les voies doivent être physiquement créées. Un itinéraire de transport peut utiliser successivement plusieurs formes de transport, commencer le transport par camion, continuer par bateau, puis finir la livraison en camion. La compagnie du joueur, et chacune des stations sont évaluées par un critère dépendant en grande partie de l'efficacité du transport des marchandises qui sont apportées. Une estimation élevée attire alors plus de marchandises dans une station.
L'autre composant nécessaire d'un réseau de transport est la présence des véhicules eux-mêmes, construits dans un dépôt approprié, qui doit être relié au réseau routier ou ferroviaire. Les villes et les villages possèdent leurs propres voiries, mais des routes supplémentaires peuvent être nécessaires pour les relier entre elles, ou à diverses ressources.
Une fois qu'une ressource ou qu'un passager est pris dans une station, il est déposé dans une autre station, près de là où il y a de la demande (une ville exige des passagers par exemple) ; un revenu est alors attribué au joueur. La quantité attribuée dépend du délai de livraison, de la distance, et de la quantité fournie. L'importance de chacun de ces facteurs dépend du type de marchandise livrée.
Des subventions proposées en cours de jeu par les mairies et les industries encouragent le joueur à augmenter son réseau, plutôt qu’à améliorer les itinéraires profitables à sa disposition. Les subventions sont remportées par la première compagnie réalisant la livraison d'une ressource entre deux endroits particuliers. Chaque offre de subvention est limitée dans le temps, son acquisition permet de faire des bénéfices supplémentaires sur les marchandises transportées.
Un concept existe permettant de limiter la destruction des villages et du paysage pour faciliter la création de voie de transport, c'est celui de l'autorité locale. Chaque ville a une estimation de chaque compagnie de transport, si cette estimation est trop basse, le joueur peut être empêché de détruire des maisons, ou de construire des stations de transport. Cette valeur est affectée par le niveau du service, ainsi que par les destructions des arbres, des maisons, des routes, etc.
Avec le temps, les villes se développent et s'étendent, de nouvelles usines, fermes, et d'autres emplacements pour les ressources sont construits, fournissant des itinéraires profitables. De même avec l'avancement des années, la technologie évolue, et de nouveaux véhicules sont disponibles, améliorés et éventuellement remplaçant d'anciens modèles.
Le principal problème du jeu, est la faiblesse de l'intelligence artificielle des joueurs adverses. Celle-ci est incapable de construire un réseau de transport raisonnable, et détruit souvent le paysage en nivelant des montagnes (ce qui ne lui coûte rien, ni n'abaisse son estimation auprès de l'autorité locale) dans sa tentative de relier deux stations entre elles.

## Versions du jeu

### Transport Tycoon
Transport Tycoon a été édité en 1994, il propose de prendre la direction d'une société de transport et de devenir le plus rentable possible. Le cadre de jeu est une gigantesque carte comprenant des villes et des industries qui ne sont connectées par aucun moyen de transport. Il est possible de construire des lignes de chemin de fer, des routes, et d'acheter des véhicules (trains, bus, avions, bateaux) qui vont transporter passagers et marchandises. Au cours de la partie les villes se développent en grande partie selon les systèmes de transport que le joueur aura mis en place. Le joueur modèle donc l'univers de façon indirecte.
Il est possible d'y jouer à un ou deux joueurs (par modem uniquement).
Il est sorti en version « deux disquettes » ou CD-ROM, au contenu identique, ce qui en fait probablement le jeu dont le CD-ROM est le moins rempli.

### Transport Tycoon Deluxe(TTD)
Transport Tycoon Deluxe, sorti un an après le jeu original apporte plusieurs améliorations aidant notamment la mise en place du réseau de transport. Elle fonctionne sous DOS et Windows 9x. Une version pour PlayStation est sortie en 1997, elle a été nommée Transport Tycoon.
La première et importante différence entre les deux jeux est la façon dont les signaux fonctionnent. Le jeu original Transport Tycoon permet seulement des signaux bidirectionnels, qui permettent à des trains de passer dans l'une ou l'autre des directions. La version Deluxe introduit les signaux unidirectionnels, qui permettent de faire passer un train dans une seule direction.
L'évolution du gameplay entraînée par ce changement relativement mineur de signaux est importante, car les anciens signaux bidirectionnels permettraient aux trains de voyager dans les deux directions. Le concept est identique aux rues à sens unique, on limite ainsi le nombre d'accidents, les trains ne pouvant plus voyager les uns face aux autres. Avant la version Deluxe, il était nécessaire pour limiter les accidents de construire d'importantes infrastructures permettant aux trains de ne pas se rencontrer, ce qui nécessitait une plus importante dépense de fonds.
Les nouveaux signaux continus ont permis aux voies à sens unique d'être construites, ce qui donne au joueur un contrôle beaucoup plus grand de la façon dont son réseau de transport doit être parcouru. Ceci est à prendre en compte pour la construction d'un itinéraire efficace, et d'empêcher les trains d'essayer d'emprunter un mauvais chemin sur une section de voie. En incorporant les signaux continus et bidirectionnels, des zones de commutation efficaces, des jonctions, et d'autres conceptions pratiques ont pu être construites.
La version Deluxe a également fourni au jeu de nouveaux environnements graphiques comme les tropiques, l'Arctique, et la ville-jouet, en plus de l'environnement tempéré classique. Les nouveaux environnements s’utilisent avec de nouvelles industries, et quelques défis supplémentaires. Par exemple, les villes dans l'environnement arctique ne se développent pas sans livraisons régulières de nourriture, et les habitants dans l'environnement tropical ont besoin d'un accès à l'eau douce.

### TTDPatch
TTDPatch est un petit programme maintenu par Josef Drexler conçu pour corriger et améliorer (on utilise le terme patcher) le jeu vidéo Transport Tycoon Deluxe. Son développement a débuté en 1999, au début comme un moyen de corriger des bugs et des problèmes de conception du jeu. Ensuite, avec une meilleure compréhension de l'architecture du jeu due aux premières modifications, il est devenu possible de le perfectionner, évolution qui semblait impossible au début du développement. Au cours des années TTDPatch a attiré de plus en plus de développeurs, une équipe s'est alors formée autour du projet, pour proposer, réaliser et tester de nouvelles modifications.

#### Ajouts notables
L'avancement le plus important de TTDPatch par rapport à TTD est la possibilité d'ajouter de nouveaux ensembles de véhicules et d'éléments graphiques dans le jeu, ceci étant le résultat du déchiffrage du format graphique de TTD (des fichiers d'extension .GRF). Des nouvelles collections de véhicules et d'éléments graphiques sont simplement distribuées elles aussi sous forme de fichier .GRF. Une petite communauté a émergé pour créer et maintenir les graphismes et les véhicules placés dans la distribution de TTDPatch, prolongeant ainsi de manière significative la durée de vie du jeu.
On peut citer d'autres modifications significatives :
- Utiliser le jeu avec une plus grande résolution que 640 × 480 (évolution qui semblait impossible)
- Construire des ponts d'une hauteur plus grande (également une évolution qui semblait impossible)
- Construire des voies le long de terrains inclinés (il est normalement exigé que le terrain soit plat)
- Construire des routes à sens unique (évolution qui semblait impossible)
- Augmentation du nombre de véhicules maximum supporté
- Augmentation de la longueur maximum des trains pouvant être construits
- Construction de plus grandes stations (normalement limitées à une taille de 4 cases sur 5; grâce à TTDPatch, cette taille est passée à 14 cases sur 15)

#### Correction de bugs
Transport Tycoon Deluxe ne fonctionne pas sur les systèmes d'exploitation Windows 2000 ou XP. TTDPatch a permis de corriger ce problème et a ainsi facilité l'utilisation du jeu, ces systèmes d'exploitation devenant de plus en plus courants. D'autres petites modifications, comme le fait de permettre la destruction d'objets n'ayant aucun propriétaire, ou de pouvoir livrer des marchandises aux endroits qui devraient logiquement les accepter, mais qui ne l'étaient pas sans le patch. Le manuel de TTDPatch liste tous les bugs qui ont été corrigés.

#### Mode multijoueur
Malgré les grosses modifications, un mode multijoueur stable n'a pas pu être mis au point. Le jeu devient en effet instable, et il se désynchronise rapidement (sur une même partie, les joueurs ne constatent plus la même évolution du monde), et finit par planter. De nombreux utilisateurs de TTDPatch considèrent OpenTTD comme la meilleure alternative multijoueur de TTD.

### OpenTTD
Commencement d'un petit projet en 1996 qui deviendra un des plus grands du monde Transport Tycoon : OpenTTD. Entre 2002 et 2004, Ludvig Striegus commence une réécriture complète de ce jeu par rétro-ingénierie en C. Il reprend une très large partie des fonctionnalités de TTDPatch mais est devenu ensuite un développement du jeu à part entière. 2005, le jeu utilise encore les ressources graphiques du jeu d’origine, mais cette dépendance est supprimée grâce à un changement de format graphique.
Mais ce qui fait d’OpenTTD un jeu encore très d’actualité est qu’il supporte nativement le mode multijoueur, fiable à 100 %. Il permet de jouer sur des serveurs avec des milliers de joueurs de toutes nationalités. En effet, le jeu, en lui-même est traduit en plus de 70 langues dont de nouvelles à chaque nouvelle version.
C'est un logiciel à source ouverte maintenu comme un logiciel libre par une communauté de développeurs, mais de par la nature du projet et sa base issue du désassemblage d'un logiciel propriétaire, son statut légal n'est pas clair.
Le 1er avril 2010, est sorti la première version finale (v1.0.0) et entièrement libre d'OpenTTD.